# Teoria clássica (física)
A definição de teoria clássica depende do contexto. Basicamente, os conceitos da teoria física clássica são frequentemente usadas para descrever e prever quase todos os fenômenos cotidianos em um modelo do mundo macroscópico. Na maioria das leis da física clássica eram conhecidas no final do século XIX. A física clássica tem pelo menos dois significados distintos em física.
No contexto da mecânica quântica, teoria clássica refere-se a teorias da física que não utilizam o paradigma de quantização, particularmente as mecânica clássicas incluindo relatividade. Da mesma forma, teorias de campo clássicas, tais como a relatividade geral e o eletromagnetismo clássico, são aqueles que não incorporam qualquer mecânica quântica. No contexto da relatividade geral e especial, teorias clássicas são aquelas que obedecem relatividade de Galileu.